# Lorenzo da Ponte
Lorenzo da Ponte (1749-1838), tên khai sinh là Emanuele Conegliano, là nhà thơ và người viết lời cho opera người Ý. Trước khi đến thành phố Viên, ông sống cuộc đời phóng đáng đầy tai tiếng. Ông hợp tác với nhiều nhà soạn nhạc, thành công nhất là với Wolfgang Amadeus Mozart. da Ponte nhận ra thiên tài Mozart, còn Mozart thì nhận ra sự hữu dụng vô cùng trong thơ da Ponte. Các vở opera thể hiện thành công nhất sự hợp tác của họ gồm Don Giovanni, Le nozze di Figaro và Così fan tutte.